# Romuald Boco
Romuald Boco (Bernay, 8 de julho de 1985), é um futebolista nascido na França e naturalizado beninense que atua como meia. Atualmente, joga pelo Leyton Orient.

## Carreira

### Accrington Stanley
Nascido em Bernay, Eure, Boco assinou com o Accrington Stanley pouco antes do fim do prazo de transferência de 2005, vindo do Niort. Boco teve a honra de marcar os dois primeiros gols na Football League pelo Stanley, em uma vitória por 2 a 1 contra o Barnet. Ele instantaneamente se tornou um favorito entre os torcedores, que declararam que eles que eram "loco para Boco". 
Depois de voltar do Campeonato Africano das Nações de 2008, ele solicitou a recisão do seu contrato.

### Sligo Rovers
Em 11 de fevereiro de 2008, ele assinou com o Sligo Rovers do Campeonato Irlandês de Futebol. Seu novo gerente Paul Cook, com quem Boco já havia jogado no Accrington Stanley, declarou que estava feliz com a contratação, "Eu não pensei que conseguiria contratá-lo, eu pensei que ele estaria fora do nosso alcance, mas, felizmente, temos ele garantido", disse Cook.
"Eu não quero colocar pressão sobre ele , mas eu tenho certeza de que os torcedores vão ver que ele é o negócio bom bem como as outras contratações que fizemos, acredito que estamos em uma temporada muito emocionante."
Ele marcou o seu primeiro gol pelo Sligo Rovers na vitória por 3 a 1 sobre o Cobh Ramblers. [6] Ele ajudou o Rovers a se classificar para a Liga Europa da UEFA, anteriormente conhecida como a Taça UEFA.
Em 7 de junho de 2009, ele expressou preocupação com a situação financeira da Liga da Irlanda, em uma entrevista para a BBC. Boco deixou o Sligo quando o seu contrato expirou, no final da temporada de 2009.
Boco realizou testes no Doncaster Rovers em uma tentativa de assinar um contrato com o clube, no entanto nada se concretizou e ele, em seguida, realizou testes no Burton Albion da Football League Two, depois tentou manter assinado com o Sligo Rovers, mas acabou decidindo não assinar com nenhum dos dois.

### Burton Albion
Boco juntou-se com o Burton Albion em um acordo até o final da temporada, em 24 de fevereiro de 2010.

### Sligo Rovers
Boco voltou ao Sligo Rovers em 30 de julho de 2010, com um contrato que expirava no final da temporada de 2010. Ele desempenhou um papel importante em ajudar os Rovers a vencer a FAI Ford Cup de 2010, depois de ser utilizado em outra posição, como ala, direito ou esquerdo. Quando assinou pela primeira vez pelo Sligo Rovers ele era um atacante que foi usado às vezes como um meio-campista central e depois mudou para lateral-direito. Em 23 de novembro, Paul Cook admitiu que duvidaria que Boco assinaria um novo contrato depois que ele recusou a oferta final do clube. Apesar das negociações do clube e Boco concordando com os termos, em 23 de fevereiro de 2011, Paul Cook, anunciou que Boco não estaria retornando para os Showgrounds para a próxima temporada.
Boco, em seguida, passou a participar de Shanghai East Asia em um acordo até o final da temporada. Depois de uma primeira temporada promissora na China, Boco voltou ao Sligo Rovers em 19 de dezembro de 2011, após negociações com Paul Cook. O movimento seria sua terceira passagem pelo Bit o' Red.
Depois de impressionar consistentemente durante a pré-temporada do time, Boco marcou seu primeiro gol nos vermelhos do Sligo durante a vitória por 2 a 0 sobre o Glentoran no primeiro jogo das quartas de final da Setanta Cup.
Em 31 de agosto de 2012, foi anunciado que Boco tinha sido recontratado pelo seu ex-clube Accrington Stanley em um contrato de um ano.

### Accrington Stanley
Boco fez um bom início de sua segunda passagem no Crown Ground, marcando gols importantes, a fim de manter o time na Stanley's League. Ele construiu uma reputação de seu ritmo de trabalho incansável e funcionando. Ele tem o começo perfeito para a sua segunda passagem pelo Accrington marcando o seu primeiro gol fora de casa contra o Cheltenham Town, em setembro.

### Plymouth Argyle
Boco assinou um contrato de um ano com o Plymouth Argyle em julho de 2013, e fez sua estréia no primeiro jogo do clube na nova temporada contra o Southend United.

## Seleção Beninense
Boco fez parte da Seleção Beninense no Campeonato Africano das Nações de 2004, que terminou no último lugar do seu grupo na primeira fase da competição. 
Boco e Benin terminaram em terceiro lugar no Campeonato Juvenil Africano de 2005. A Seleção Sub-20 disputou o Campeonato Mundial de Futebol Sub-20 de 2005. Boco foi o capitão de Benin no Campeonato Africano das Nações de 2008, em que foi apenas a segunda vez que o país disputou a competição, e também fez parte da equipe no Campeonato Africano das Nações de 2010. Ele também é o capitão da equipe nacional e é comumente conhecido como o Rei do Benim.

## Títulos
Accrington Stanley
- Conference National: 2005–06

Sligo Rovers
- FAI Cup: 2010
- League of Ireland Cup: 2010

## Estatírsticas

### Clube
Atualizado em 7 de novembro de 2011.
| Temporada | Clube        | Liga                | Liga  | Liga | FAI Cup | FAI Cup | League Cup | League Cup | Europa | Europa | Setanta Cup | Setanta Cup | Total | Total |
| Temporada | Clube        | Liga                | Jogos | Gols | Jogos   | Gols    | Jogos      | Gols       | Jogos  | Gols   | Jogos       | Gols        | Jogos | Gols  |
| --------- | ------------ | ------------------- | ----- | ---- | ------- | ------- | ---------- | ---------- | ------ | ------ | ----------- | ----------- | ----- | ----- |
| 2008      | Sligo Rovers | Campeonato Irlandês | 28    | 6    | 0       | 0       | 2          | 1          | 0      | 0      | 0           | 0           | 30    | 7     |
| 2009      | Sligo Rovers | Campeonato Irlandês | 29    | 2    | 7       | 0       | 3          | 1          | 2      | 0      | 0           | 0           | 41    | 3     |
| 2010      | Sligo Rovers | Campeonato Irlandês | 10    | 4    | 3       | 1       | 2          | 0          | 0      | 0      | 0           | 0           | 15    | 5     |
| Total     | Sligo Rovers | Campeonato Irlandês | 67    | 12   | 10      | 1       | 7          | 2          | 2      | 0      | 0           | 0           | 86    | 15    |